# Acrotomia marcida
Acrotomia marcida là một loài bướm đêm trong họ Geometridae.